# Querré
Querré ist eine Ortschaft und eine Commune déléguée in der französischen Gemeinde Les Hauts-d’Anjou mit 360 Einwohnern (Stand: 1. Januar 2022) im Kanton Tiercé im Arrondissement Segré im Département Maine-et-Loire und in der Region Pays de la Loire. Die Einwohner werden Querréens genannt.
Die Gemeinde Querré wurde am 15. Dezember 2016 mit Brissarthe, Champigné, Cherré, Contigné, Marigné und Sœurdres zur neuen Gemeinde Les Hauts d’Anjou zusammengeschlossen.

## Geografie
Querré liegt 58 Kilometer südöstlich von Le Mans und 25 Kilometer nordnordöstlich von Angers.

## Bevölkerungsentwicklung
| 1962                       | 1968 | 1975 | 1982 | 1990 | 1999 | 2006 | 2013 |
| -------------------------- | ---- | ---- | ---- | ---- | ---- | ---- | ---- |
| 302                        | 297  | 246  | 240  | 241  | 237  | 287  | 335  |
| Quellen: Cassini und INSEE |      |      |      |      |      |      |      |

## Sehenswürdigkeiten

Kirche Saint-Martin-de-Vertou

- Kirche Saint-Martin-de-Vertou